# По ту сторону зла
«По ту сторону зла» (англ. Beyond Evil) — фильм ужасов 1980 года.

## Сюжет
Новобрачные Ларри и Барбара Эндрюс поселились на время медового месяца в старинном особняке на Карибах, где обитает зловещее привидение королевы, которую убили столетием ранее.

## В ролях
- Джон Сэксон — Ларри Эндрюс
- Линда Дэй Джордж — Барбара Эндрюс
- Майкл Данте — Дель Джорджо
- Марио Милано — доктор Фрэнк Альбанос
- Дженис Линд — Альма Мартин